# أبواب مدينة تونس

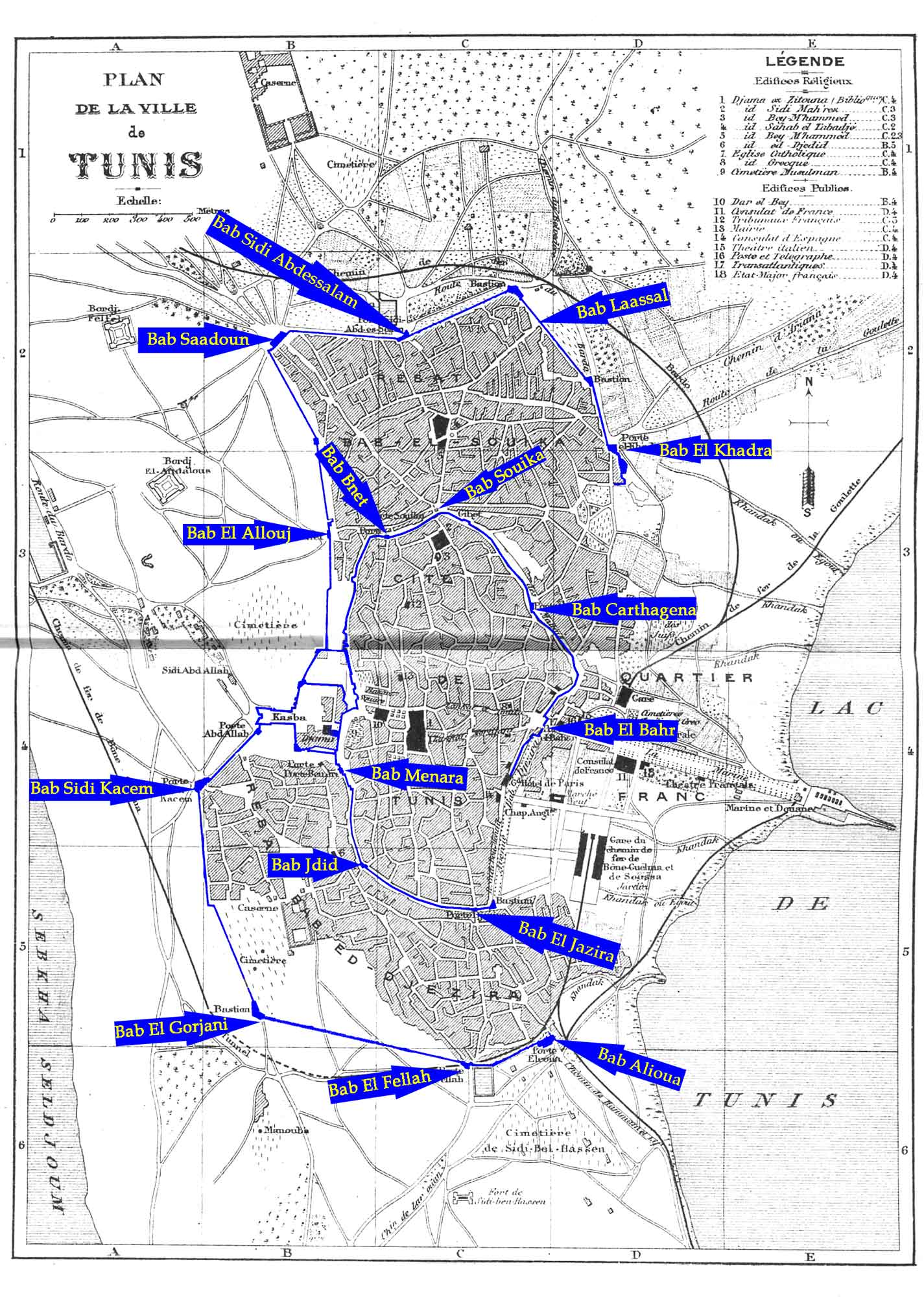
أبواب مدينة تونس العتيقة

يوجد بالمدينة العتيقة أربعة و عشرون بابا تنقسم إلى نوعين، أبواب داخليّة وأخرى خارجية، لم يتبقّى منها سوى خمسة أبواب، في حين لا تزال التسميات الأخرى تطلق على أماكن وجود الأبواب المضمحلة، وتقترن هذه التّسميّات عادة بالاتّجاهات التي تفتح عليها الأبواب.

## قائمة أبواب مدينة تونس

### الأبواب التي اندثرت أو أغلقت
- باب الأقواس: كان يقع بين باب السويقة وباب سعدون، غير بعيد عن الحلفاوين ومدرسة الزاوية البكرية. اندثر مع السور القديم لمدينة تونس. يعتقد أنه هو نفسه باب السقايين الذي ذكره البكري في كتابه المسالك والممالك في القرن الحادي عشر، ولم يذكره المؤرخون التونسيون حتى القرن العشرين أين تعرض له محمد بن الخوجة.[3]
- باب الجزيرة: واحد من بين أقدم أبواب المدينة العتيقة، سمّي كذلك لأنه ينفذ إلى شبه جزيرة الوطن القبلي ويشرف على جزيرة قرة بن شريك العبسي.
- باب سوق القماش تمّ بناؤه في القرن الخامس عشر ميلادي.
- باب سيدي عبد السلام: تمّ بناؤه في عهد حمودة باشا على السّور الغربي للمدينة العتيقة، يحمل اسم الولي الصّالح عبد السلام الأسمر. ويعتقد أيضا أنه أقدم من ذلك ويرجع للدولة الحفصية.[3]
- باب سيدي عبد الله الشريف: كان يقع في الجانب الجنوبي لغربي للقصبة. سمّي باسم الولي الصّالح عبد الله الشريف، كان يسّمى في القرن الرابع عشر باب الغدر حيث ذكره الزركشي وبعده ابن أبي دينار، ثمّ أطلق عليه اسم باب سيدي علي الزواوي في القرن الثامن عشر، وكان مخصصا لعبور الحكام وحاشيتهم ووزرائهم وليس للعامة.[3]
- باب سيدي قاسم: تمّ بناؤه في العهد العثماني، وكان يقع على الأسوار الغربية للمدينة. سمي بذلك على اسم الوليْ الصّالح أبو قاسم الجليزي. قال ابن أبي دينار في المؤنس أن اسمه كان باب خالد، وأضاف محمد بن الخوجة أنه يعتقد (دون الجزم) أنه سمي هكذا نسبة لأبو البقاء خالد الناصر الأول.[3]
- باب السويقة: كان يقع بالقرب من الحلفاوين وباب العسل وباب الأقواس، تمّ هدمه سنة 1861. جاءت تسميته من تصغير لكلمة سوق، وهناك روايات تقول أنّه كانة توجد به ساقية، وسمّي بذلك تصغيرا لها.
- باب العلوج: بناه سلطان الحفصي أبو إسحاق إبراهيم الثاني، وسماه باب الرّحيبة (أي باب الساحة الصغيرة)، ثمّ في سنة 1435، عندما أحضر السلطان الحفصي أبو عمرو عثمان عائلة أمه من إيطاليا، وأسكنها بالحي المجاور للقصبة، وقعت تسميته برحبة العلوج (من العلج، وتعني الأجنبي الأوروبي)، وبذلك سمي باب العلوج.
- باب عليوة وسابقا باب علاوة: بناه السّلطان الحفصي أبو إسحاق إبراهيم الثاني، كان يقع في الجهة الشرقية من سور المدينة. سمي بذلك نسبة للعلّيّة أو العْلي (وهو الطّابق العلوي الصّغير) التي كانت فوقه.
- باب الفلة: سمي بذلك نظرا لأنّه كان مجرد ثلمة في سور المدينة العتيقة. كان يستعمل لفرار السّكان فترة احتلال الإسبان للمدينة في القرن السادس عشر.
- باب الجبالية: لا توجد عنه أي معلومة.[4]
- باب المرقد: كان مخصصا لنقل الدّواب سمّي بذلك نظرا لأنّه كان يفتح على المرقد الذّي كان إسطبلا للحيوانات في العهد الحفصي.[4]
- باب القرجاني: يقع على السور الشرقي، تمّ بناؤه في الفترة العثمانية، كان يُستعمل لمراقبة سهول مرناق والسيجومي بفضل البرج الذي يحاذيه. سمي نسبة للشيخ علي الكبير القرجاني.
- باب قرطاجنة: كان يقع بالقرب من الحفصيّة وسوق القرانة، سمّي بذلك لأنّه كان ينفذ منه سكان مدينة تونس إلى قرطاج. وقع هدمه قبل عام 1881.
- باب البنات: تمّ بناؤه بين سنتي عامي 1228 و1249، سمّي بذلك لأنّ السلطان أبو زكرياء الأول استبنى بنات عدوه يحي بن غانية الثلاث وربّاهن في قصر واقع قرب هذا الباب. كان دور هذا الباب هو فصل مدينة تونس العتيقة عن حي الأقارب المسيحيين للسلاطين الحفصيين.
- باب المنارة: تمّ بناؤه سنة 1276 على الأسوار الغربية للمدينة في عهد الحفصيين. سمي كذلك نسبة إلى المشكاة التي كانت بجداره لهداية المارة.
- باب أرطة: ذكره عدة مؤرخين، ويعتقد أن تسميته تنسب لبشر بن أرطة وهو من أصحاب عقبة بن نافع أو لموقع قرب سور مدينة تونس.[3]
- باب ينتجمي (لفظ بربري): هو أحد أبواب القصبة، ذكره محمد بن إبراهيم اللؤلؤي الزركشي (توفي في 932 هـ/1525 م) في كتابه تاريخ الدولتين الموحدية والحفصية.[3]
- باب الفلاق: ذكره ابن أبي دينار في جملة الأبواب التي كان موقعها بالسور المندثر الذي بناء محرز بن خلف.[3]

### الأبواب التي لا تزال قائمة
- باب البحر: تمّ بناؤه في عهد الأغالبة، سمي كذلك لأنه يفتح في اتجاه البحر، قبالة بحيرة تونس.
- باب الجديد: تمّ بناؤه سنة 1278 في عهد السلطان أبو زكرياء يحيى الواثق، ثمّ هُدم في القرن الثامن عشر خلال الحرب الباشية الحسينية، ثمّ وقع تجديده في عهد علي باي الثاني سنة 1769.
- باب الخضراء: كان موجودا في عهد الدولة المرادية ثمّ هُدم وأعيد بناؤه على شكله الحالي سنة 1881 وكان دوره تسهيل المبادلات التجارية. استمدّ اسمه من مدينة تونس الخضراء.
- باب سعدون: تمّ يناؤه سنة 1350 تقريبا، يقع بجانب باب السويقة، سمّ كذلك نسبة إلى اسم رجل صالح يدعى أبو سعدون، كان يعيش بجواره.
- باب العسل: تمّ بناؤه في عهد الحماية الفرنسية. سمّي كذلك نسبة إلى لقب عائلة بني عسال، وهي عائلة ثريّة كانت تسكن بالقرب من الباب.[3]